# Теодор Ертель
Теодор Карл Ертель (нім. Theodor Karl Ertel; 4 грудня 1874, Верт-ам-Райн — 13 квітня 1961, Мюніх) — німецький офіцер, генерал-майор вермахту.

## Біографія
18 липня 1893 року вступив в Баварську армію, служив в артилерії. Учасник Першої світової війни. 11 липня 1919 року звільнений у відставку. З 1 квітня 1919 по 31 березня 1933 року вивчав право і політичні науки в Мюнхенському університеті. З 1 вересня 1923 року — консультант управління спорядження, з 1 жовтня 1925 року — директор управління запасного спорядження 7-го військового округу. 1 вересня 1933 року повернувся в армію як цивільний службовець (з 1 жовтня 1933 року — офіцер земельної оборони, з 5 березня 1935 року — служби комплектування). З 1 жовтня 1933 року служив в штабі 7-го військового округу. 22 грудня 1934 року відряджений в управління польового постачання 7-го військового округу, з 1 січня 1935 по 21 грудня 1937 року — начальник управління, одночасно з 1 січня по 15 жовтня 1935 року очолював 3-ю групу польового постачання сухопутних військ. 31 грудня 1937 року звільнений у відставку.
11 листопада 1938 року переданий в розпорядження сухопутних військ. 22 вересня 1939 року призваний в управління польового постачання 7-го військового округу. 1 жовтня 1939 року очолив управління. 10 січня 1943 року відправлений в резерв. 31 березня 1943 року звільнений.

## Звання
- Унтерофіцер (1 грудня 1883)
- Фенріх (23 січня 1894)
- Другий лейтенант (5 березня 1895)
- Лейтенант (1 січня 1899)
- Оберлейтенант (26 грудня 1900)
- Гауптман (25 серпня 1907)
- Майор (30 листопада 1914)
- Оберстлейтенант запасу (28 вересня 1919)
- Оберстлейтенант запасу у відставці (1 жовтня 1933)
- Оберст у відставці (15 травня 1934)
- Оберст служби комплектування (5 березня 1935)
- Оберст до розпорядження (11 листопада 1938)
- Генерал-майор до розпорядження (15 жовтня 1941)

## Нагороди
- Столітня медаль (22 березня 1897)
- Медаль принца-регента Луїтпольда (12 березня 1905)
- Орден Червоного орла 4-го класу (13 листопада 1913)
- Орден «За військові заслуги» (Баварія)
  - 4-го класу (30 грудня 1913)
  - 4-го класу з мечами і короною (29 грудня 1914)
  - 3-го класу з мечами (18 червня 1918)
- Залізний хрест
  - 2-го класу (2 листопада 1914)
  - 1-го класу (10 липня 1915)
- Медаль «За відвагу» (Гессен) (25 листопада 1914)
- Срібна медаль «Ліакат» з шаблями (Османська імперія; 22 грудня 1916)
- Галліполійська зірка (Османська імперія; 22 грудня 1916)
- Ганзейський хрест (Гамбург; 17 вересня 1917)
- Королівський орден дому Гогенцоллернів, лицарський хрест з мечами (22 квітня 1918)
- Нагрудний знак «За поранення» в чорному (5 листопада 1919)
- Хрест «За вислугу років» (Баварія) 2-го класу (24 роки; 23 січня 1924)
- Почесний хрест ветерана війни з мечами (15 грудня 1934)
- Медаль «За вислугу років у Вермахті»
  - 4-го, 3-го, 2-го і 1-го класу (25 років; 2 жовтня 1936) — отримав 4 нагороди одночасно.
  - особливого класу (40 років; 6 листопада 1939)
- Хрест Воєнних заслуг
  - 2-го класу з мечами (6 листопада 1940)
  - 1-го класу з мечами (20 квітня 1942)